# Saint-Lazare (miasto)
Saint-Lazare – miasto w Kanadzie, w prowincji Quebec.